# Djupgravträsket
Djupgravträsket är en sjö i Skellefteå kommun i Västerbotten och ingår i Mångbyåns huvudavrinningsområde. Sjön har en area på 0,123 kvadratkilometer och ligger 25 meter över havet. Sjön avvattnas av vattendraget Djupgravsbäcken.

## Delavrinningsområde
Djupgravträsket ingår i det delavrinningsområde (715889-176567) som SMHI kallar för Mynnar i Gärdefjärden. Medelhöjden är 44 meter över havet och ytan är 10,03 kvadratkilometer. Det finns inga avrinningsområden uppströms utan avrinningsområdet är högsta punkten. Djupgravsbäcken som avvattnar avrinningsområdet har biflödesordning 2, vilket innebär att vattnet flödar genom totalt 2 vattendrag innan det når havet efter 12 kilometer. Avrinningsområdet består mestadels av skog (79 procent). Avrinningsområdet har 0,12 kvadratkilometer vattenytor vilket ger det en sjöprocent på 1,2 procent.